# 臺灣鷗蔓
臺灣鷗蔓（学名：Tylophora taiwanensis）为夾竹桃科鷗蔓屬下的一个种。